# 앙드레 부르빌

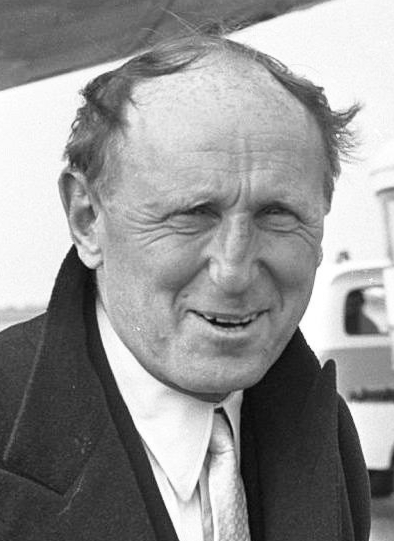

앙드레 부르빌(André Bourvil, 본래 André Robert Raimbourg라는 이름으로 태어남, 1917년 7월 27일 프랑스 Prétot-Vicquemare ~ 1970년 9월 23일 파리)은 코미디 활동으로 잘 알려진 프랑스의 배우이자 가수였다. 또, 그는 1966년 영화 파리 대탈출에서 루이 드 퓌네스와 함께한 것으로 잘 알려져 있다.

## 출연
- 1968년- 대청소 (La Grande Lessive (!)) - 생쥐스트 역
- 1966년- 파리 대탈출 (La Grande Vadrouille)
- 1961년- 세상의 모든 황금 (Tout l'or du monde) - 뒤몽 역
- 1956년- 파리 횡단 (La Traversee de Paris) - 마르셀 마르탱 역

## 노래
약 300여개의 노래 가운데 저명한 노래들은 다음과 같다.
- "La tendresse"
- "Salade de fruits"
- "Les crayons"
- "La Tactique du gendarme" (from the film Le roi Pandore)
- "Ballade irlandaise"
- "Un clair de lune à Maubeuge"
- "Petit bal perdu" (C'était bien)